# تهمينة (اسم)

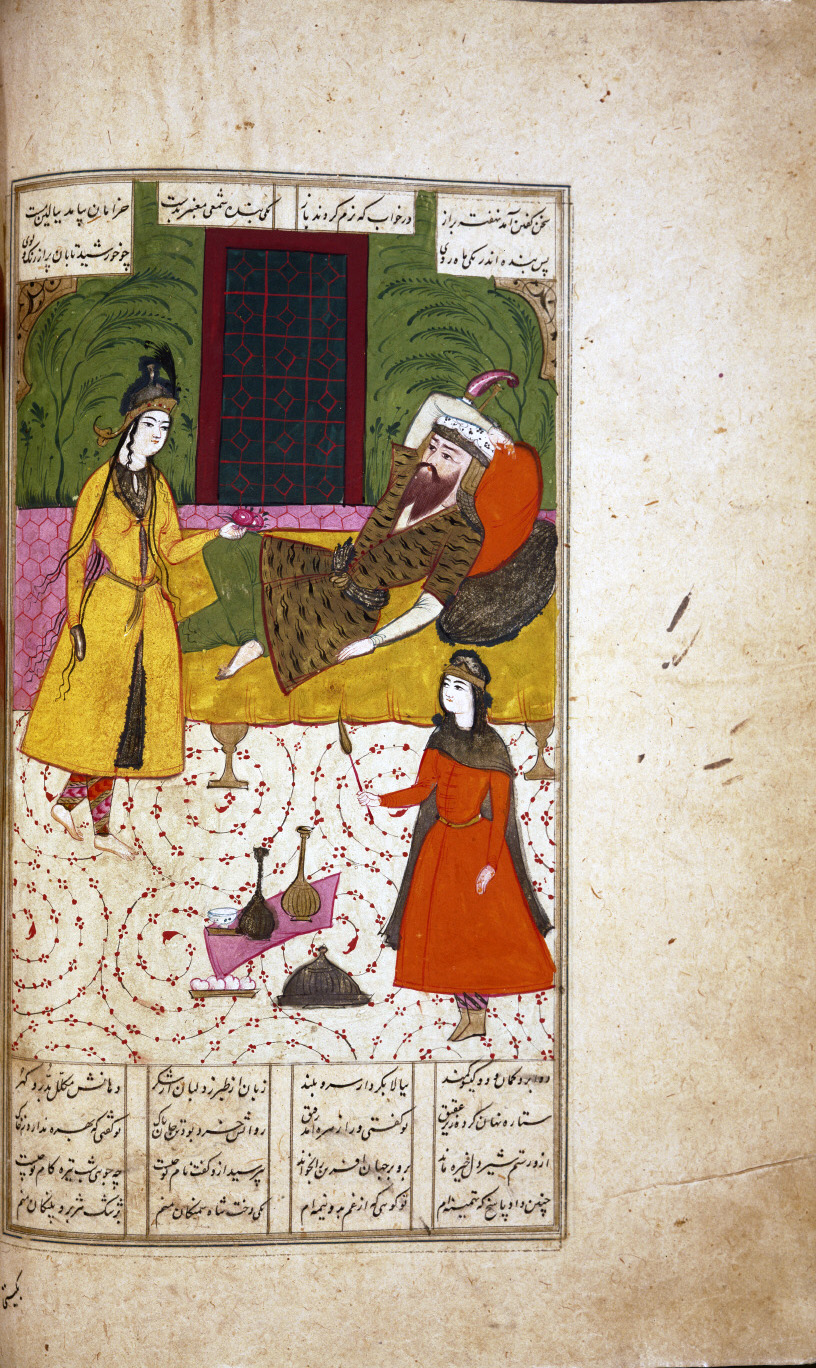
مخطوطة من الشاهنامة تصور تهمينة وهي تزور رستم

تهمينة بنت شاه سمنجان، زوجة رستم وأم سهراب في الشاهنامه.